# Aarón Suárez
Pour les articles homonymes, voir Suárez.
Aarón Suárez, né le 27 juin 2002 à San José au Costa Rica, est un footballeur international costaricien qui joue au poste de milieu offensif à la LD Alajuelense.

## Biographie

### En club
Né à San José au Costa Rica, Aarón Suárez commence le football à l'âge de cinq ans dans l'un des clubs de son quartier avant d'être formé par le club local du Deportivo Saprissa, que tous les membres de sa famille supportent. Il y fait une grande partie de sa formation avant que le directeur sportif de la LD Alajuelense, le persuade de les rejoindre. Il y poursuit sa formation à partir de 2019.
Suárez joue son premier match en professionnel le 10 juin 2020, lors d'une rencontre de championnat face à l'ADR Jicaral (en). Il entre en jeu à la place de Brandon Aguilera ce jour-là et les deux équipes se neutralisent (2-2 score final).
Après un passage de quelques mois en prêt à la Juventud Escazuceña (es), Suárez est de retour à la LD Alajuelense en janvier 2021, où il est définitivement intégré à l'équipe première. Le 9 avril 2021, il inscrit son premier but pour le club, lors d'une rencontre de championnat face au Municipal Grecia. Titulaire, il participe à la victoire de son équipe par quatre buts à un,.
Le 22 janvier 2023, Suárez se fait remarquer lors d'une rencontre de championnat face à l'AD San Carlos en réalisant un triplé, permettant ainsi à son équipe de s'imposer par quatre buts à un

### En sélection
Le 6 novembre 2021, Aarón Suárez est appelé pour la première fois avec l'équipe nationale du Costa Rica, par le sélectionneur Luis Fernando Suárez. Il honore sa première sélection lors de ce rassemblement face au Canada, le 13 novembre 2021. Il entre en jeu à la place d'Orlando Galo (en) et son équipe est battue (1-0 score final),.
En juin 2023, Suárez est retenu dans la liste des joueurs costariciens retenus par Luis Fernando Suárez pour participer à la Gold Cup 2023.